# Станция скорой и неотложной медицинской помощи имени А. С. Пучкова города Москвы
Станция скорой и неотложной медицинской помощи имени А. С. Пучкова города Москвы (ССиНМП) — медицинское учреждение в Москве, оказывающее скорую и неотложную помощь населению, обслуживает вызовы, поступающие на телефон 103. Состоит из 63 подстанций, объединенных в 10 региональных объединений (по округам Москвы).
Насчитывает более 10 тыс. работников, совершает порядка 12 тысяч выездов скорой помощи в день (около 4 млн. в год). На 2025 год на улицах Москвы каждый день работает более 1000 бригад.

## История
Первые станции оказания скорой помощи (при Сущевском и Сретенском полицейских участках) появились в Москве 28 апреля 1898 года, в 1899 году открылось еще три станции (при Лефортовском, Таганском и Якиманском участках). Шестая станция (Пречистенское пожарное депо) открылась в 1900 году, а седьмая (Пресненское пожарное депо) — в 1902 году. Каждая станция обладала одной конной каретой скорой помощи, вызывать которую могли лишь официальные лица, а вызовы принимались лишь на улицы, но не в квартиры.
В 1919 году Коллегия врачебно-санитарного отдела Московского совета рабочих депутатов организует централизованную городскую Станцию скорой помощи при Шереметевской больнице, заведовали которой врач Леонид Григорьевич Овосапов (до 1920), затем Г. М. Герштейн (главный врач Шереметьевской больницы), а в 1923—1952 годах — Александр Сергеевич Пучков. На первых порах служба Скорой медицинской помощи располагала единственным отделением при Шереметьевской больнице (ныне НИИ Скорой помощи имени Склифосовского). В 1930 открылась 1-я подстанция (Первая Градская больница), в 1933 году — 2-я (Боткинская больница) и 3-я подстанция (Первая Таганская больница). В 1936 открылась 4-я подстанция около Киевского вокзала на Брянской улице. В 1939 году открылась 5-я подстанция (Ростокинская больница), а в 1940 году — 6-я (Благушинская больница).
Самостоятельность Станция скорой медицинской получила летом 1940 года, когда её выделили из состава института им. Н. В. Склифосовского. Она была подчинена непосредственно Мосгорздравотделу.

## Современное состояние ССиНМП им. А. С. Пучкова
В настоящее время Станция скорой и неотложной медицинской помощи (ССиНМП) им. А. С. Пучкова, является самостоятельной медицинской организацией и находится в прямом подчинении Департамента здравоохранения города Москвы. ССиНМП оказывает скорую медицинскую помощь на догоспитальном этапе в соответствии с федеральным законом «Об основах охраны здоровья граждан в Российской Федерации» при заболеваниях, несчастных случаях, травмах, отравлениях и других состояниях, требующих срочного медицинского вмешательства.
В ССиНМП работает более 10 тыс. работников..В 2024 году ССиНМП им. А. С. Пучкова отметила 105 лет со дня основания и на сегодняшний день входит в тройку наиболее эффективно работающих служб скорой медицинской помощи в мире.
В основе организации работы Станции лежит принцип централизованного приема и сортировки вызовов и управления бригадами СМП. Сеть станции имеет 63 подстанции, развернутые на территории Москвы. Станция ежедневно выполняет около 12 тысяч выездов. Санитарный транспорт Станции полностью оснащен средствами спутниковой ГЛОНАСС/GPS-навигации и самым современным медицинским оборудованием.
С 2013 года приказ Министерства здравоохранения Российской Федерации № 388н «Об утверждении Порядка оказания скорой, в том числе скорой специализированной, медицинской помощи», разделил скорую медицинскую помощь детскому и взрослому населению на две формы:
- экстренная помощь — при внезапных острых заболеваниях, состояниях, обострении хронических заболеваний, представляющих угрозу жизни пациента;
- неотложная помощь — при внезапных острых заболеваниях, состояниях, обострении хронических заболеваний без явных признаков угрозы жизни пациента.

Также на базе ССиНМП действует Врачебно-консультативный пульт, позволяющий проконсультироваться по телефону по поводу неотложных ситуаций без вызова врача.
В 2021 был основан городской консультативный центр анестезиологии – реаниматологии (Центр критических состояний), который оказывает консультативную помощь специалистам отделений реанимации и интенсивной терапии городских стационаров и бригадам скорой помощи, а также осуществляет мониторинг состояния пациентов, находящихся в тяжелом и крайне-тяжелом состоянии. В составе ЦКС работают реаниматолог, трансфузиолог, ЭКМО-реанимация, а также нейрохирургический и токсикологический посты.
Автоматизированные алгоритмы позволили ССиНМП им. А.С. Пучкова в 2020 году получить патент (№ 2732704, дата государственной регистрации в Государственном реестре изобретений РФ от 21.09.2020г.) «Медицинский комплекс для оперативной медицинской помощи пациенту, находящемуся вне зоны медицинской организации», а также показали свою высокую эффективность в период существующей пандемии Covid-19.
Важную роль в работе московской Скорой помощи сыграло создание Единого  городского  диспетчерского  центра скорой  и неотложной медицинской помощи (ЕГДЦ). В ЕГДЦ создана и внедрена система алгоритмов опроса на все поводы обращений вызывающих. Данные уходят в информационную систему, где в режиме онлайн с применением технологий искусственного интеллекта оценивается и анализируется жалоба пациента. Далее определяется повод — экстренный или неотложный — и назначается бригада. Все вызовы, поступающие в ЕГДЦ, обрабатываются и маршрутизируются в зависимости от полученных при обработке данных, в результате чего произошло сокращение времени прибытия к пациенту бригад скорой или неотложной медицинской помощи, а также улучшение качества предоставляемой медицинской помощи. 

## Руководители
- Александр Сергеевич Пучков (1922 либо 1923 — 1952[6][5])
- А. Ф. Шведов (1954—1961)[6]
- Л. Б. Шапиро, Заслуженный врач РСФСР (1961—1970)[6]
- Николай Михайлович Каверин, к. м. н., Заслуженный врач РСФСР (1970—1984)[6]
- А. В. Шматов (1984—1992)[6]
- Игорь Семенович Элькис, д. м. н. (1994—2005)[2]
- Николай Филиппович Плавунов, д. м. н. (2005 — январь 2011)[6]
- Валерий Васильевич Фетисов, врач высшей категории, Заслуженный врач РФ (2011 — май 2014)[6]
- Николай Филиппович Плавунов, д. м. н. (май 2014 — наст. время)

## Региональные объединения и подстанции

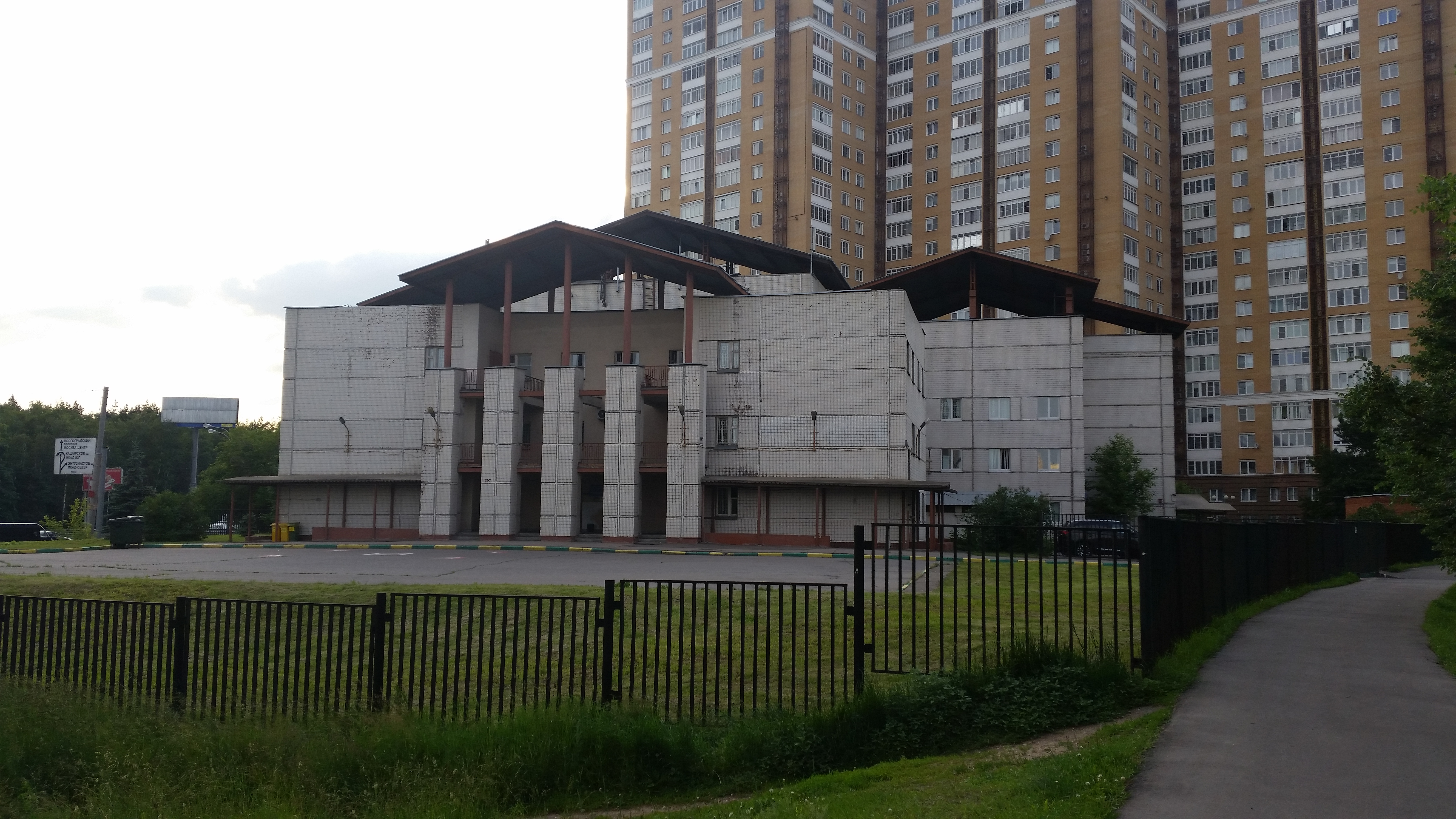
Здание подстанции № 36 скорой и неотложной медицинской помощи имени А. С. Пучкова на Привольной улице в Москве.

В состав ССиНМП входит 63 подстанции, сгруппированные в 10 региональных объединений.
| №  | Округ       | Подстанции скорой помощи       |
| -- | ----------- | ------------------------------ |
| 1  | СЗАО, ЗелАО | 24, 12, 30, 27, 39, 49, 52, 57 |
| 2  | САО         | 11, 2, 10, 18, 28, 43          |
| 3  | СВАО        | 5, 17, 35, 46, 48, 59          |
| 4  | ВАО         | 22, 6, 16, 32, 33, 51, 53, 47  |
| 5  | ЮВАО        | 20, 8, 19, 36, 37, 42, 60      |
| 6  | ЮАО         | 3, 25, 29, 31, 40, 41          |
| 7  | ЮЗАО        | 38, 7, 13, 23                  |
| 8  | ЗАО         | 26, 15, 44, 50                 |
| 9  | ЦАО         | 1, 4, 9, 14, 21, 34, 45        |
| 10 | ТиНАО       | 54, 55, 56, 58, 61, 62, 63     |

## Статистика обращений
Количество обращений и выездов на ССиНМП:
|                                               | 2000      | 2001      | 2002      | 2003      | 2004      | 2005      | 2006      | 2007      | 2008      | 2009      |
| --------------------------------------------- | --------- | --------- | --------- | --------- | --------- | --------- | --------- | --------- | --------- | --------- |
| Количество обращений                          | 3 551 945 | 3 886 741 | 4 036 400 | 4 190 931 | 4 295 423 | 4 253 606 | 4 397 602 | 4 631 664 | 4 923 703 | 5 266 787 |
| Количество выездов по «03»                    | 2 276 580 | 2 302 578 | 2 341 012 | 2 389 775 | 2 436 033 | 2 355 166 | 2 394 936 | 2 518 169 | 2 647 865 | 2 883 197 |
| Средняя нагрузка на бригаду (выездов в сутки) | 12,0      | 12,6      | 12,7      | 13,0      | 13,2      | 12,7      | 12,4      | 11,9      | 12,0      | 12,5      |